# Christine Lindemer
Christine Lindemer (* 25. November 1909 in Stuttgart; † 1999 in Dessau) war eine deutsche Schauspielerin.

## Leben und Wirken
Christine Lindemer wurde als Tochter eines Schauspieler-Ehepaares in Stuttgart geboren. In Wien erlernte sie zunächst den Beruf eines Theater-Fotografen, wobei sie zunehmend Interesse an der Schauspielerei entwickelte. Sie war daher später als Schauspielerin an Bühnen in Stuttgart, Wiesbaden und Ulm tätig. 1941 wechselte sie an das Theater Dessau, wo sie über 50 Jahre als Charakterdarstellerin an vielen Aufführungen beteiligt war. Daneben spielte sie in zwei Filmen mit. Sie starb 1999 in Dessau.

## Ehrungen

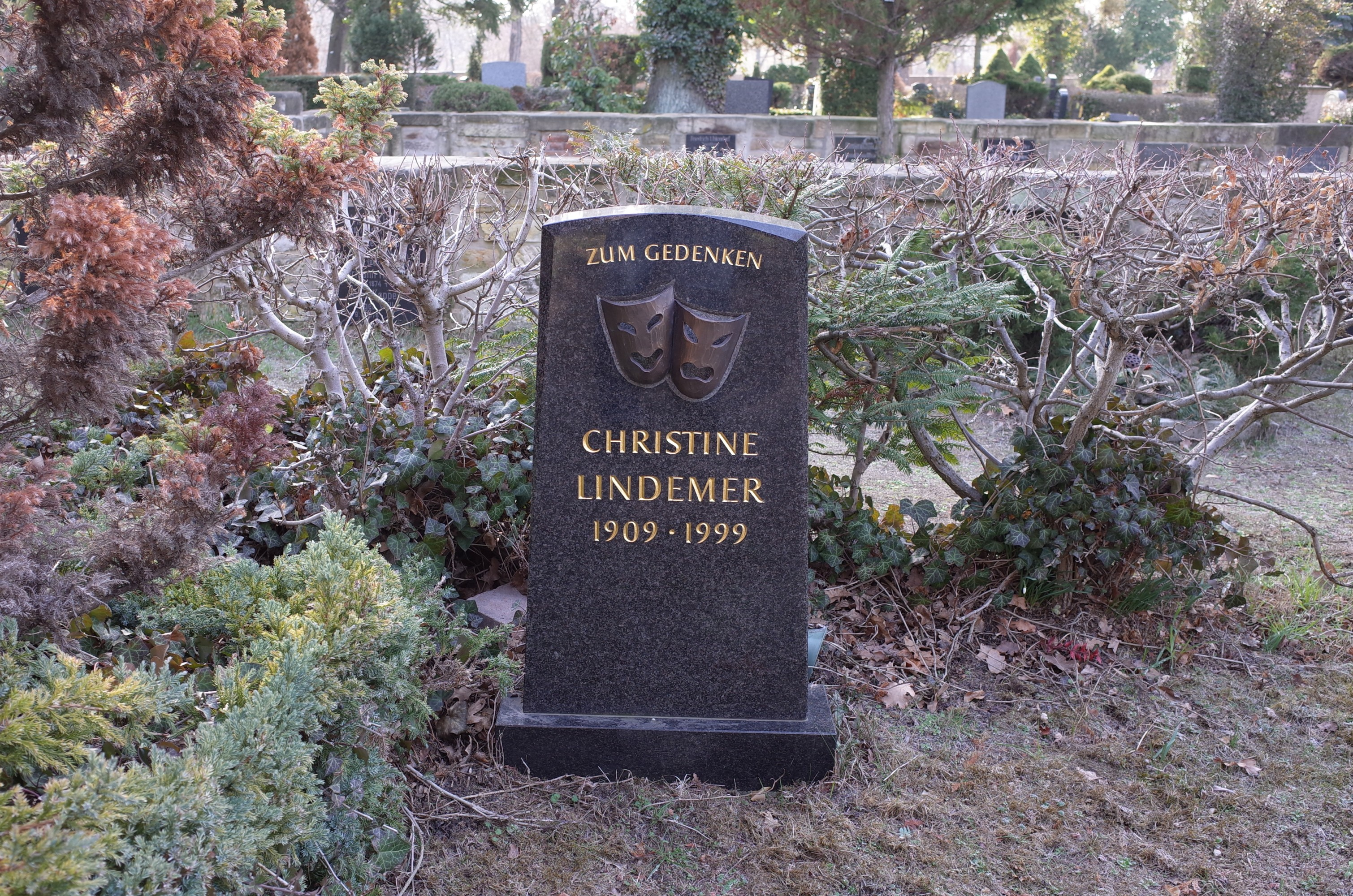
Gedenkstein

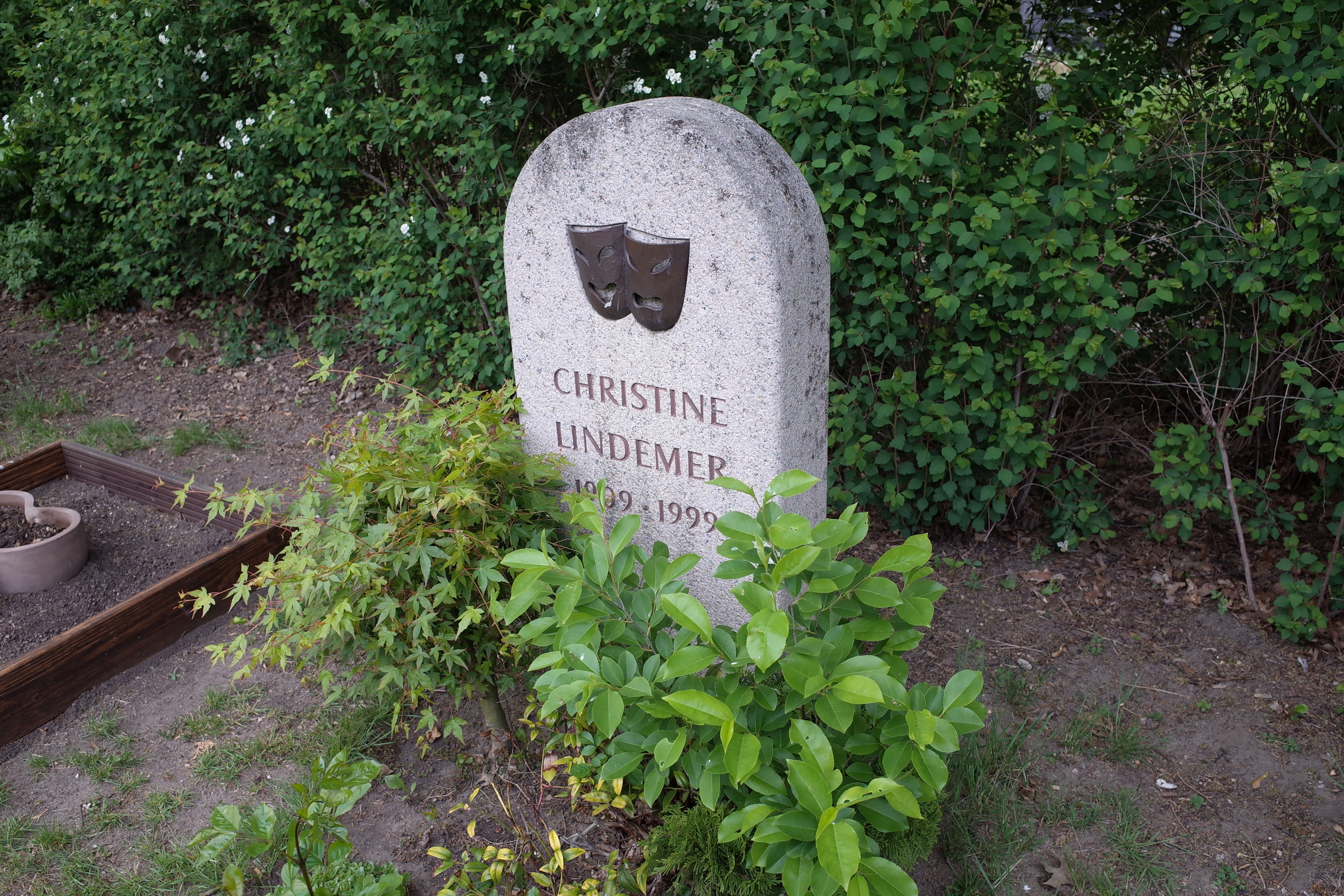
Ruhestätte

1989 wurde Christine Lindemer Ehrenmitglied des Theaters, 1996 des Freundeskreises des Dessauer Theaters, dessen Gründungsmitglied sie war.
Anlässlich ihres 100. Geburtstages ließ der Freundeskreis des Dessauer Theaters ihren ursprünglichen Grabstein des Steinmetzmeisters Kurt Thieme, als Gedenkstein auf dem Historischen Friedhof aufstellen, nachdem er auf Verlangen der Friedhofsverwaltung wegen Verstoßes gegen die damals gültige Satzung von ihrer Grabstelle auf dem Zentralfriedhof in Kleinkühnau entfernt werden musste.

## Theater
- 1964: Leon Kruczkowski: Das Abenteuer mit dem Vaterland – Regie: Otto Dierichs (Landestheater Dessau)
- 1967: George Bernard Shaw: Geliebter Lügner – Regie: Eberhard Kratz (Landestheater Dessau)

## Filmografie
- 1958: Sonnensucher
- 1991: Der Rest, der bleibt (Fernsehfilm)